# Claude Chabrol

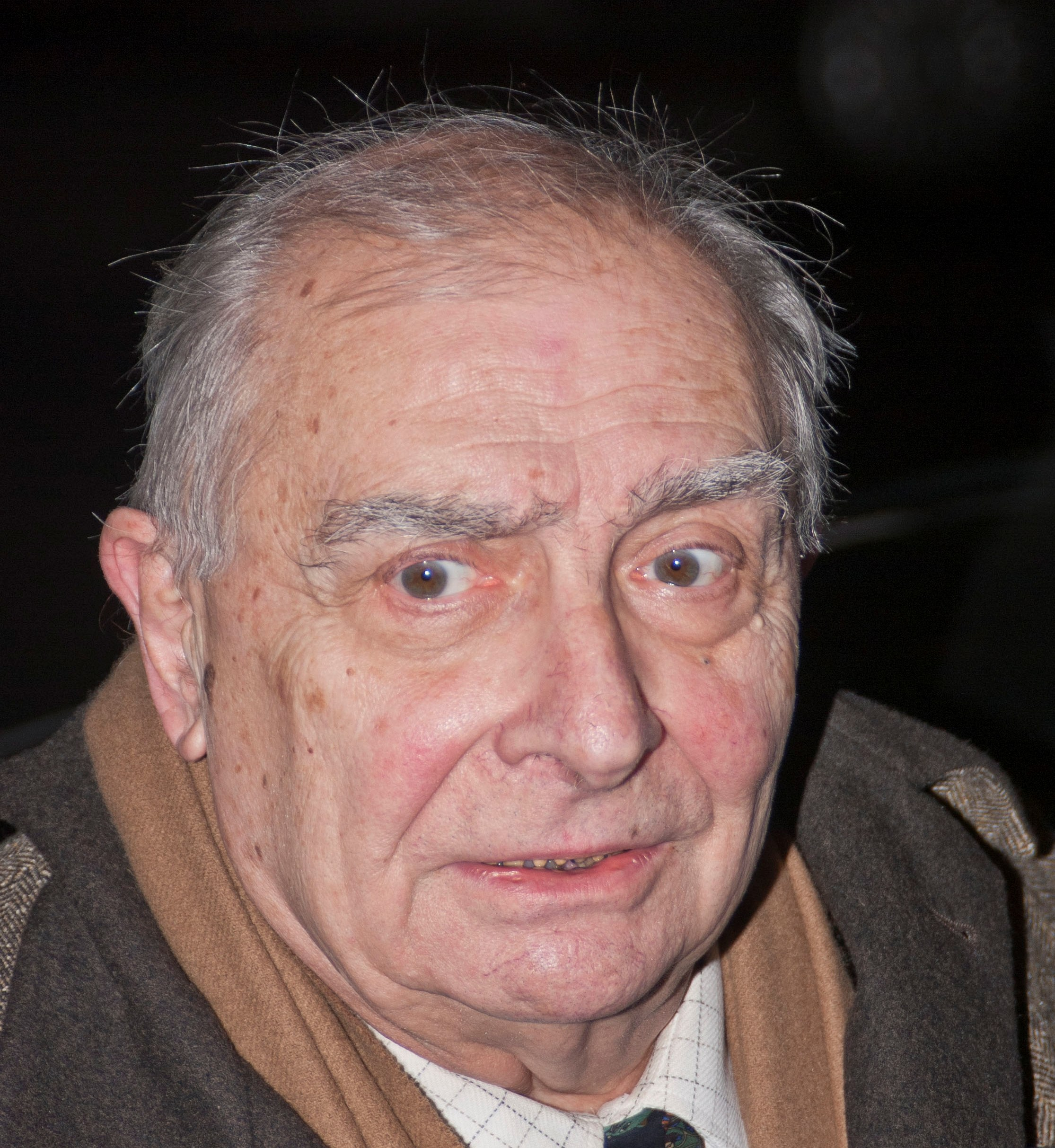
Claude Chabrol

Claude Henri Jean Chabrol (n. 24 iunie 1930, Paris, Île-de-France, Franța – d. 12 septembrie 2010, Paris, Île-de-France, Franța) a fost un producător de filme, regizor, scenarist și actor francez. Chabrol se numără printre cei mai buni regizori francezi. El este cunoscut prin filmele sale, care conțin critici la adresa societății burgheze. Claude Chabrol a fost influențat în filmele sale de regizorul britanic Alfred Hitchcock.

## Filmografie

### Regizor filme cinema
- 1958 : Frumosul Serge (Le Beau Serge), (Voile d'argent la Festivalul de la Locarno, în 1958, și Premiul Jean-Vigo în 1959)
- 1958 : Verii (Les Cousins), (Ursul de Aur la Berlinale)
- 1959 : De două ori (À double tour)
- 1960 : Fetele bune / Femeiuștile (Les Bonnes Femmes)
- 1961 : Les Godelureaux
- 1962 : Cele șapte păcate de moarte (sketchul L'Avarice cu J.-C. Brialy)
- 1962 : Ochiul dracului (L'Œil du Malin)
- 1963 : Ofelia (Ophelia)
- 1963 : Landru
- 1964 : L'Homme qui vendit la Tour Eiffel (sketchul Les Plus Belles Escroqueries du monde)
- 1964 : Tigrului îi place carnea proaspătă (Le Tigre aime la chair fraîche)
- 1965 : Parisul văzut din... (Paris vu par...) - sketch
- 1965 : Marie-Chantal contre docteur Kha
- 1965 : Le tigre se parfume à la dynamite
- 1966 : Linia de demarcație (La Ligne de démarcation)
- 1967 : Scandalul (Le Scandale)
- 1967 : Drumul spre Corint (La Route de Corinthe)
- 1968 : Căprioarele (Les Biches)
- 1969 : Soția infidelă (La Femme infidèle)
- 1969 Să moară fiara! [12] (Que la bête meure)
- 1970 : Măcelarul (Le Boucher)
- 1970 : Ruptura (La Rupture)
- 1971 : La căderea nopții (Juste avant la nuit)
- 1971 : Minunea de zece zile (La Décade prodigieuse)
- 1972 : Docteur Popaul
- 1973 : Nunțile roșii (Les Noces rouges)
- 1974 : Nada
- 1975 : Une partie de plaisir
- 1975 : Les Innocents aux mains sales
- 1976 : Les Magiciens
- 1976 : Nebunii burgheze (Folies bourgeoises)
- 1977 : Alice ou la Dernière Fugue
- 1978 : Legături de sânge (Les Liens de sang)
- 1978 : Violette Nozière
- 1980 : Le Cheval d'orgueil
- 1982 : Les Fantômes du chapelier
- 1984 : Le Sang des autres
- 1985 : Poulet au vinaigre
- 1986 : Inspecteur Lavardin
- 1987 : Masques
- 1988 : Le Cri du hibou
- 1989 : Une affaire de femmes
- 1990 : Zile liniștite la Clichy (Jours tranquilles à Clichy)
- 1990 : Docteur M
- 1991 : Madame Bovary
- 1992 : Betty
- 1993 : L'Œil de Vichy (une sélection des actualités du régime de Vichy)
- 1994 : Infernul (L’Enfer)
- 1995 : La Cérémonie
- 1997 : Nimic nu mai merge (Rien ne va plus)
- 1999 : Au cœur du mensonge
- 2000 : Mulțumesc pentru ciocolată (Merci pour le chocolat) – Premiul Louis-Delluc
- 2002 : Floarea răului (La Fleur du mal)
- 2004 : Domnișoara de onoare (La Demoiselle d'honneur)
- 2006 : L'Ivresse du pouvoir
- 2007 : La Fille coupée en deux
- 2009 : Bellamy

### Regizor filme TV
A realizat 21 de filme pentru televiziune. :
- 1974 : Le Banc de la désolation (série Nouvelles de Henry James)
- 1974 : Nul n'est parfait (série Histoires insolites)
- 1974 : Monsieur Bébé (série Histoires insolites)
- 1974 : Les Gens de l'été (série Histoires insolites)
- 1974 : Une invitation à la chasse (série Histoires insolites)
- 1976 : De Grey (série Nouvelles de Henry James)
- 1978 : Monsieur Saint-Saëns (série Il était un musicien)
- 1978 : 2 + 2 = 4 (série Madame le juge)
- 1979 : La Boucle d'oreille (série Histoires insolites)
- 1979 : Monsieur Liszt (série Il était un musicien)
- 1979 : Monsieur Prokofiev (série Il était un musicien)
- 1980 : Le Tramway fantôme (série Fantômas)
- 1980 : L'Échafaud magique (série Fantômas)
- 1981 : Le Système du docteur Goudron et du professeur Plume
- 1981 : Les Affinités électives
- 1982 : La Danse de mort
- 1982 : M. le maudit
- 1988 : L'Escargot noir (série Les Dossiers secrets de l'inspecteur Lavardin)
- 1989 : Maux croisés
- 1996 : Cyprien Katsaris
- 2001 : Les Redoutables
- 2007 : La parure (série Chez Maupassant)
- 2008 : Le Petit Fût (série Chez Maupassant)
- 2009 : Le Petit Vieux des Batignolles (série Au siècle de Maupassant)
- 2009 : Le Fauteuil hanté (série Au siècle de Maupassant)

### Actor
- 1959 : Les Jeux de l'amour de Philippe de Broca
- 1960 : Saint-Tropez Blues de Marcel Moussy
- 1961 : Les Sept Péchés capitaux, sketch « L'Avarice » + (réalisation)
- 1961 : L'Œil du Malin (+ réalisation)
- 1962 : Les Ennemis d'Édouard Molinaro
- 1963 : Les Durs à cuire de Jack Pinoteau
- 1965 : Paris vu par..., sketch « La Muette » (+ réalisation)
- 1965 : Marie-Chantal contre le Docteur Kha (+ réalisation)
- 1965 : Le Tigre se parfume à la dynamite (+ réalisation)
- 1965 : Brigitte et Brigitte de Luc Moullet
- 1967 : La Route de Corinthe (+ réalisation)
- 1968 : Les Biches (film) (+ réalisation)
- 1968 : La Femme écarlate de Jean Valère
- 1970 : Sortie de secours de Roger Kahane
- 1970 : Aussi loin que l'amour de Frédéric Rossif
- 1972 : The other side of the wind d'Orson Welles (inachevé)
- 1972 : Un meurtre est un meurtre d'Étienne Périer
- 1973 : Permisul de conducere (Le Permis de conduire) de Jean Girault
- 1976 : Folies bourgeoises (+ réalisation)
- 1977 : L'Animal de Claude Zidi
- 1981 : Les Folies d'Élodie d'André Génovès
- 1982 : Les Voleurs de la nuit de Samuel Fuller
- 1983 : Polar de Jacques Bral
- 1985 : Suivez mon regard de Jean Curtelin
- 1986 : Je hais les acteurs de Gérard Krawczyk
- 1986 : Sale destin de Sylvain Madigan
- 1987 : Jeux d'artifices de Virginie Thévenet
- 1987 : L'Été en pente douce de Gérard Krawczyk
- 1987 : Alouette je te plumerai de Pierre Zucca
- 1988 : Sueurs froides (série TV) : le présentateur
- 1992 : Sam suffit de Virginie Thévenet
- 1996 : Le Fils de Gascogne de Pascal Aubier
- 2002 : La Deuxième Vérité de Philippe Monnier : Julien Lecoeur, un médecin
- 2005 : Lucifer et moi de Jean-Jacques Grand-Jouan
- 2006 : Avida de Benoît Delépine et Gustave Kervern
- 2010 : Gainsbourg, vie héroïque de Joann Sfar
- 2010 : Voix animation Le jour des Corneilles de Jean Christophe Dessaint

### Filme de scurt metraj
- 1969 : Et crac de Jean Douchet
- 1974 : La Bonne Nouvelle d'André Weinfeld
- 1984 : Homicide by night de Gérard Krawczyk
- 2001 : Tu devrais faire du cinéma de Michel Vereecken